# Ной-Есниц

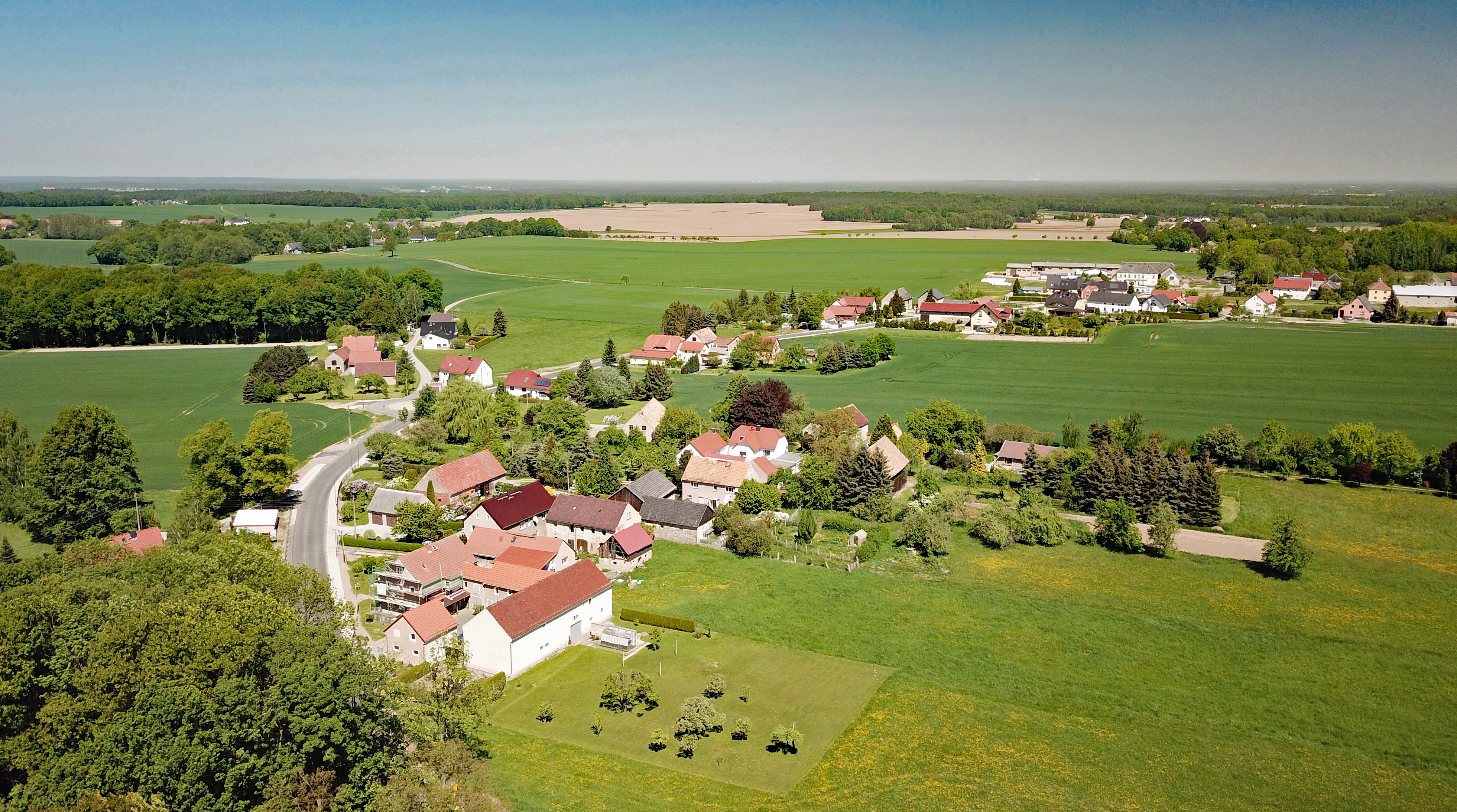

Ной-Е́сниц или Но́ва-Я́сеньца (нем. Neu-Jeßnitz; в.-луж. Nowa Jaseńcaо файле) — деревня в Верхней Лужице, Германия. Входит в состав коммуны Пушвиц района Баутцен в земле Саксония. Подчиняется административному округу Дрезден.
Находится на верхнелужицких сельскохозяйственных угодьях при юго-западной границе лужицкого католического района между деревнями Гора и Лусч..
Основана в 1875 году в качестве фольварка землевладельца из деревни Ясеньца.
С 1936 года входит в состав современной коммуны Пушвиц.
В настоящее время деревня входит в состав культурно-территориальной автономии «Лужицкая поселенческая область», на территории которой действуют законодательные акты земель Саксонии и Бранденбурга, содействующие сохранению лужицких языков и культуры лужичан.
Официальным языком в населённом пункте, помимо немецкого, является также верхнелужицкий язык.